# Bank Thaler
Die Bank Thaler AG (offiziell frz. Banque Thaler SA) mit Hauptsitz in Genf ist eine Schweizer Privatbank.
Das Unternehmen wurde 1982 als Vermögensverwaltungsgesellschaft Incaval unter der Führung von Andreas Carnot gegründet. 1989 erhielt es die Bankenlizenz und operierte hernach als Inca Bank, bis 1997 der belgische Cera-Konzern das Unternehmen eingliederte und zur Cera Bank (Schweiz) machte. 1998 wurde sie im Zuge der Fusion der Cera-Group mit der Kredietbank zur Schweizer Filiale der KBC Group. 1999 übernahm ein Investoren-Konsortium die Bank und benannte sie in den heutigen Namen Bank Thaler in Anlehnung an die historische Währung um.
Per Ende 2009 beschäftigte das Bankinstitut auf Vollzeitstellen umgerechnet 23 Mitarbeiter und verfügte über eine Bilanzsumme von 199,3 Millionen Schweizer Franken. Die verwalteten Vermögen beliefen sich auf 1,698 Milliarden Franken.